# Tachygyna coosi
Tachygyna coosi Millidge, 1984 è un ragno appartenente alla famiglia Linyphiidae.

## Etimologia
Il nome proprio della specie deriva dalla località statunitense di rinvenimento, Coos Bay, (Oregon).

## Caratteristiche
Gli esemplari femminili hanno lunghezza totale 1,55 mm; il cefalotorace è lungo 0,60 - 0,70 mm.

## Distribuzione
La specie è stata rinvenuta negli USA: l'olotipo femminile è stato reperito nei pressi di Coos Bay, dello contea omonima dello stato dell'Oregon, nel settembre 1947; altri esemplari femminili sono stati rinvenuti nello stato di Washington; non sono noti esemplari maschili

## Tassonomia
Al 2013 non sono note sottospecie e non sono stati esaminati nuovi esemplari dal 1984.